# 知恵と強さの寓意

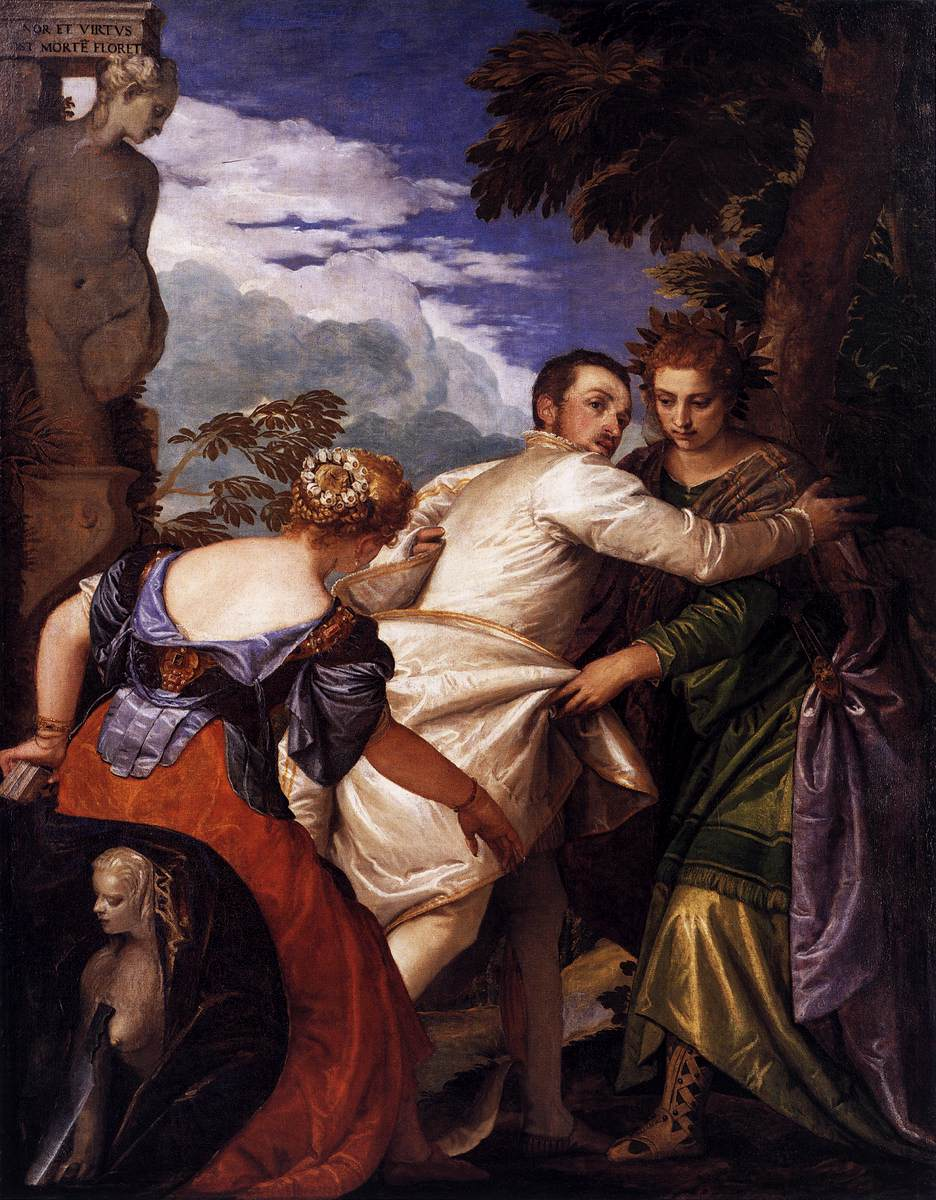
1565年頃の寓意画『美徳と悪徳の間の選択』。美徳と悪徳の狭間で美徳を選択する男性像を描いている。フリック・コレクション所蔵。

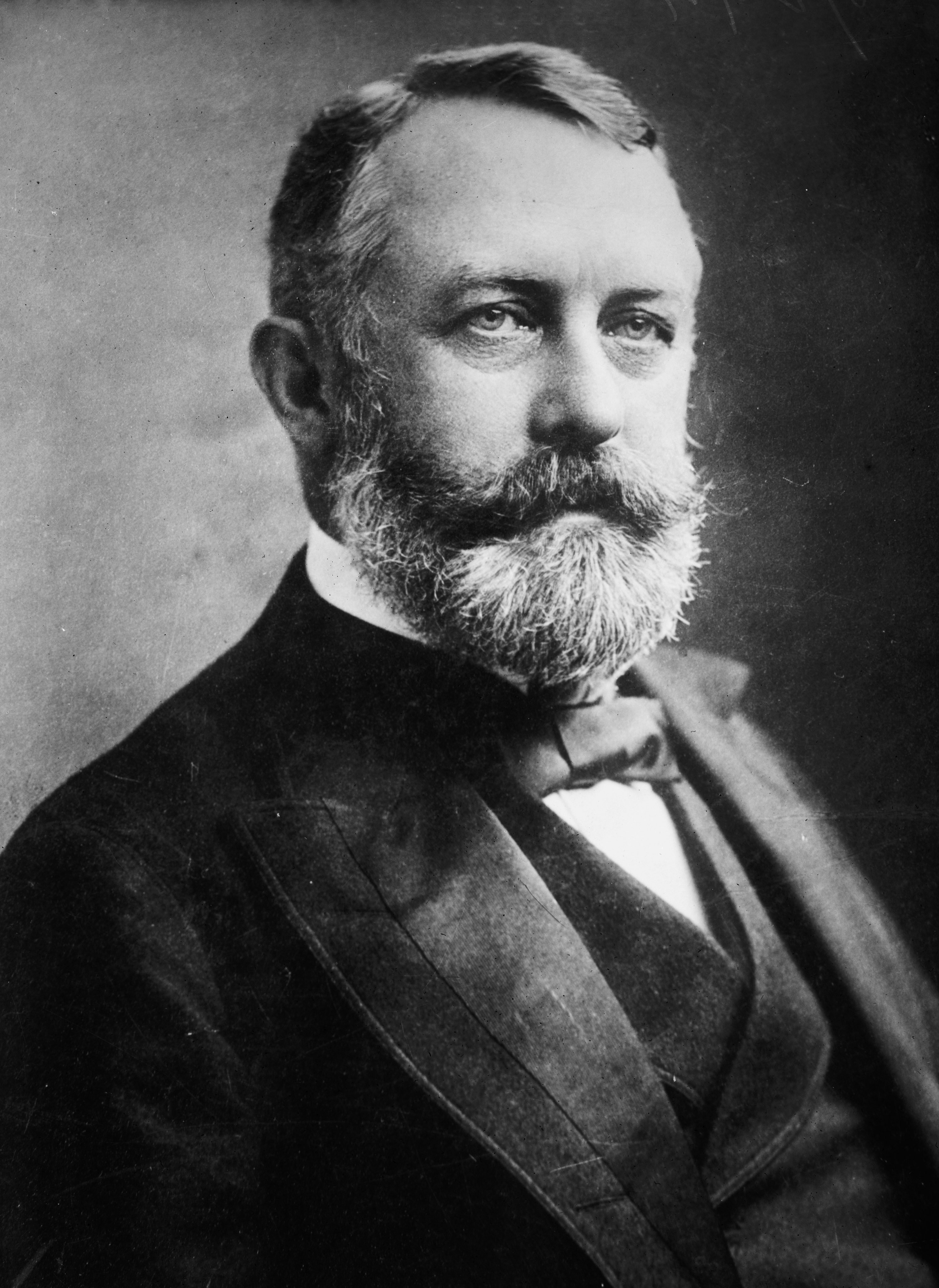
フリック・コレクションを築いた実業家ヘンリー・クレイ・フリック。

『知恵と強さの寓意』（ちえとつよさのぐうい、伊: Allegoria di saggezza e forza, 英: Allegory of Wisdom and Strength）は、ルネサンス期のイタリアのヴェネツィア派の画家パオロ・ヴェロネーゼが1565年頃に制作した絵画である。油彩。主題は神の知恵と地上の俗世の力の寓意である。制作年や発注主については不明である。『美徳と悪徳の間の選択』（The Choice Between Virtue and Vice）の対作品と考えられており、両作品ともに神聖ローマ皇帝ルドルフ2世が所有したのち、クリスティーナ女王とオルレアン・コレクションを経由して、現在はニューヨークのフリック・コレクションに所蔵されている。

## 制作背景
『知恵と強さの寓意』および『美徳と悪徳の間の選択』はルドルフ2世が所有していたため、ルドルフ2世の依頼で制作されたと考えられているが、熱心な収集家であった皇帝自身が実際に発注したことを示す史料は発見されておらず、依然として両作品の制作年や発注主、主題について多くが不確実なままである。両作品は慣習的に対作品であると考えられているが、その理由は主に構成や図像の密接な関連性に由来するのではなく、単に来歴を通じてともに記録されていることに由来する。主題の持つ道徳性はたがいに関連しておらず、画面のサイズと使用されている画布の種類が異なっていることは、両作品が実際には対として制作されなかった可能性が高いことを示唆している。この点は1970年に美術史家エドガー・マンホールによって最初に主張され、2006年に行われた科学的調査で研究者たちは同じ結論に至っている。ヴェロネーゼの作品は日付が付けられているものがほとんどなく、様式の変化を追跡することは容易ではないが、両作品の制作時期はかなり遅いものの、1580年以降ではないと考えられている。おそらくアルプス山脈を越えた最初のヴェロネーゼ作品である。これは1576年のティツィアーノ・ヴェチェッリオの死去によって、若いヴェロネーゼにより広い市場が開かれた結果と考えられている。

## 作品
ヴェロネーゼは対となる女性像と男性像を描いている。女性像は画面の中央で小さな天球儀の上に右足を置き、顔を上げて天国を見つめている。彼女は「真実」あるいは「神の叡智」を表していると考えられ、その頭上には太陽ないし神の光が輝いている。対する男性像はギリシア神話の英雄ヘラクレスである。ネメアのライオンの毛皮を身にまとった英雄は、女性像に画面中央の位置から押しのけられたかのようなポーズで、背後の建築物に寄り掛かりながら立っている。ヘラクレスは女性像とは逆に顔を下に向け、2人の足元に散乱する王冠、王笏、宝石や真珠のネックレス、コインなどの財宝や、軍旗、キューピッドを見つめている。これはヘラクレスが肉体的な強さや権力、富、軍事力、そして愛欲といった世俗的な価値観を表していると考えられている。それを裏付けるのが古風な円柱が立っている画面左下のステュロバテスに記されている「オムニア・ヴァニタス」（omnia vanitas）という碑文である。これは『旧約聖書』「コヘレトの言葉」の1章2節「コヘレトは言う。なんという空しさ、なんという空しさ、すべては空しい」に由来する言葉で、人の生はあまりに短く、この世のあらゆる労苦が空虚であることを意味する。女性像はこうした地上的、世俗的な力と戦って勝利し、神の叡智の優位性を示していると考えられる。

## 来歴
本作品と『美徳と悪徳の選択』は、ルドルフ2世のコレクションに含まれていたヴェロネーゼの他の2点の寓意画ないし神話画『キューピッドによって結ばれるマルスとヴィーナス』（伊: Marte e Venere uniti dall'amore）、『ヘルメスとヘルセ、アグラウロス』（Hermes, Herse and Aglauros）とともにプラハのルドルフ2世の宮殿で飾られていた。しかし1648年のプラハの戦いでスウェーデン軍に略奪され、スウェーデンの王室コレクションに加わった。その後は女王クリスティーナ、ローマのオデスカルキ家、オルレアン・コレクションなどに所属した。1798年から1799年にかけて、オルレアン・コレクションがロンドンで売却されたとき、両作品は商業銀行家（merchant banker）で美術コレクター、旅行家、作家のトーマス・ホープ（Thomas Hope、1819年の小説『アナスタシアス』の作者）によって購入された。絵画は19世紀末に美術商のトーマス・アグニュー&サンズの手に渡り、1910年にアメリカ合衆国のノードラー商会が入手した。アメリカ合衆国の実業家ヘンリー・クレイ・フリックがノードラー商会から20万ドルで購入したのは1912年のことである。
他のヴェロネーゼの絵画のうち『キューピッドによって結ばれるマルスとヴィーナス』はニューヨークのメトロポリタン美術館に所蔵されており、『ヘルメスとヘルセ、アグラウロス』はケンブリッジのフィッツウィリアム美術館に所蔵されている。

## 影響
ロココの巨匠フランソワ・ブーシェが『知恵と強さの寓意』と『美徳と悪徳の間の選択』の原寸大に近い複製を制作している。両作品は現在サンパウロ美術館に所蔵されている。

## ギャラリー

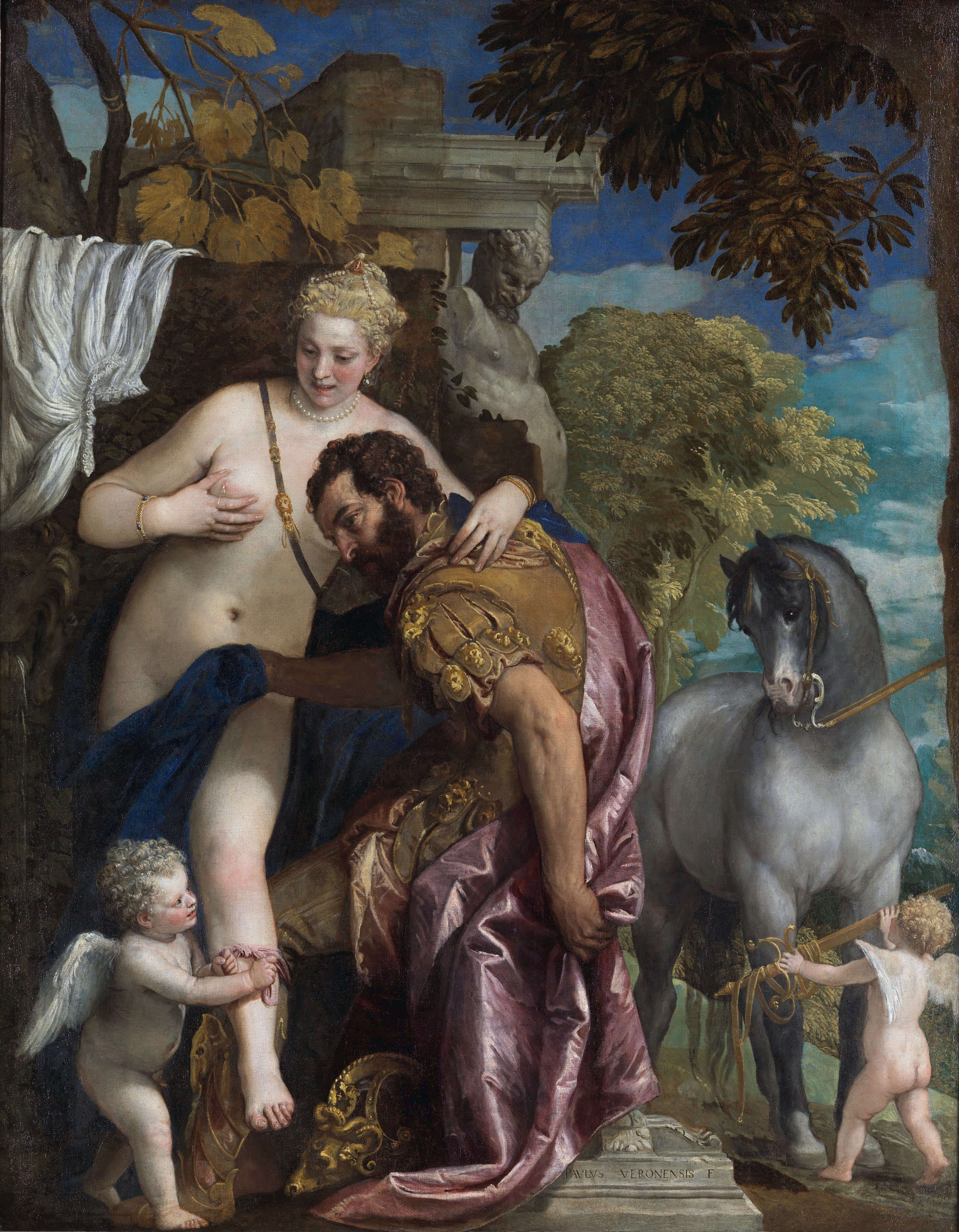
『キューピッドによって結ばれるマルスとヴィーナス』メトロポリタン美術館所蔵
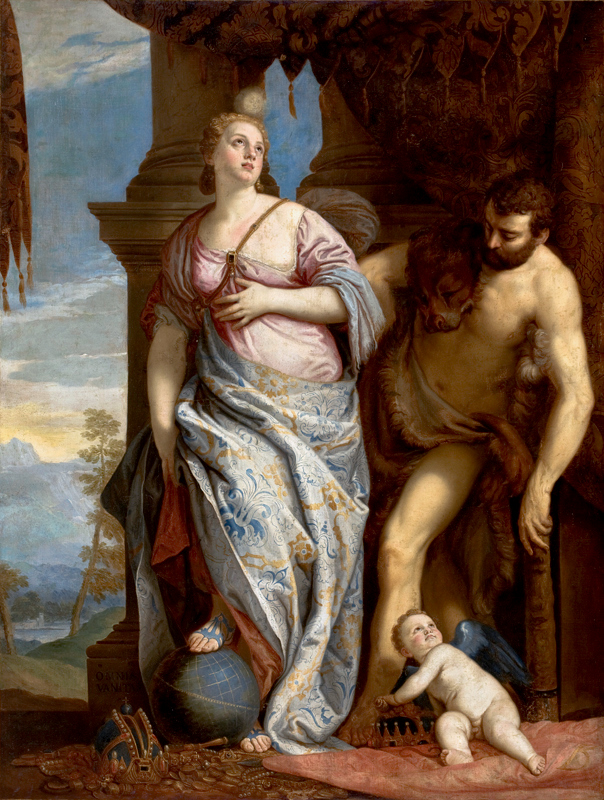
フランソワ・ブーシェによる複製 1750年頃 サンパウロ美術館所蔵
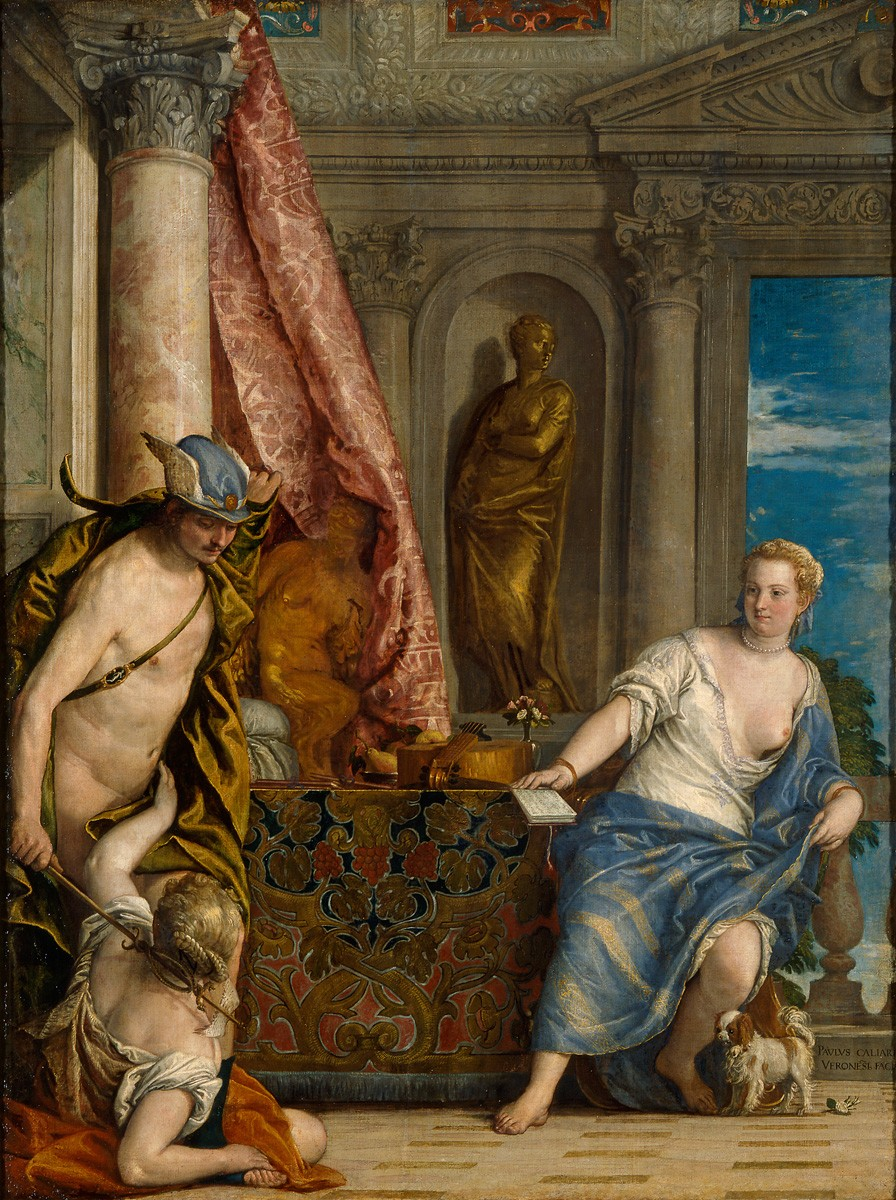
『ヘルメスとヘルセ、アグラウロス』1576年-1584年 フィッツウィリアム美術館所蔵